# Gle Babah Paro
Gle Babah Paro är ett berg i Indonesien.   Det ligger i provinsen Aceh, i den västra delen av landet, 1 800 km nordväst om huvudstaden Jakarta. Toppen på Gle Babah Paro är 45 meter över havet.
Terrängen runt Gle Babah Paro är kuperad österut. Havet är nära Gle Babah Paro åt sydväst.Runt Gle Babah Paro är det glesbefolkat, med 18 invånare per kvadratkilometer. Omgivningarna runt Gle Babah Paro är en mosaik av jordbruksmark och naturlig växtlighet.